# فيليب جيرمان
فيليب جيرمان (بالفرنسية: Philippe Germain)‏ هو مسير أعمال فرنسي، ولد في 1968 في نوميا في فرنسا.